# سنة العالم (تقويم عبري)

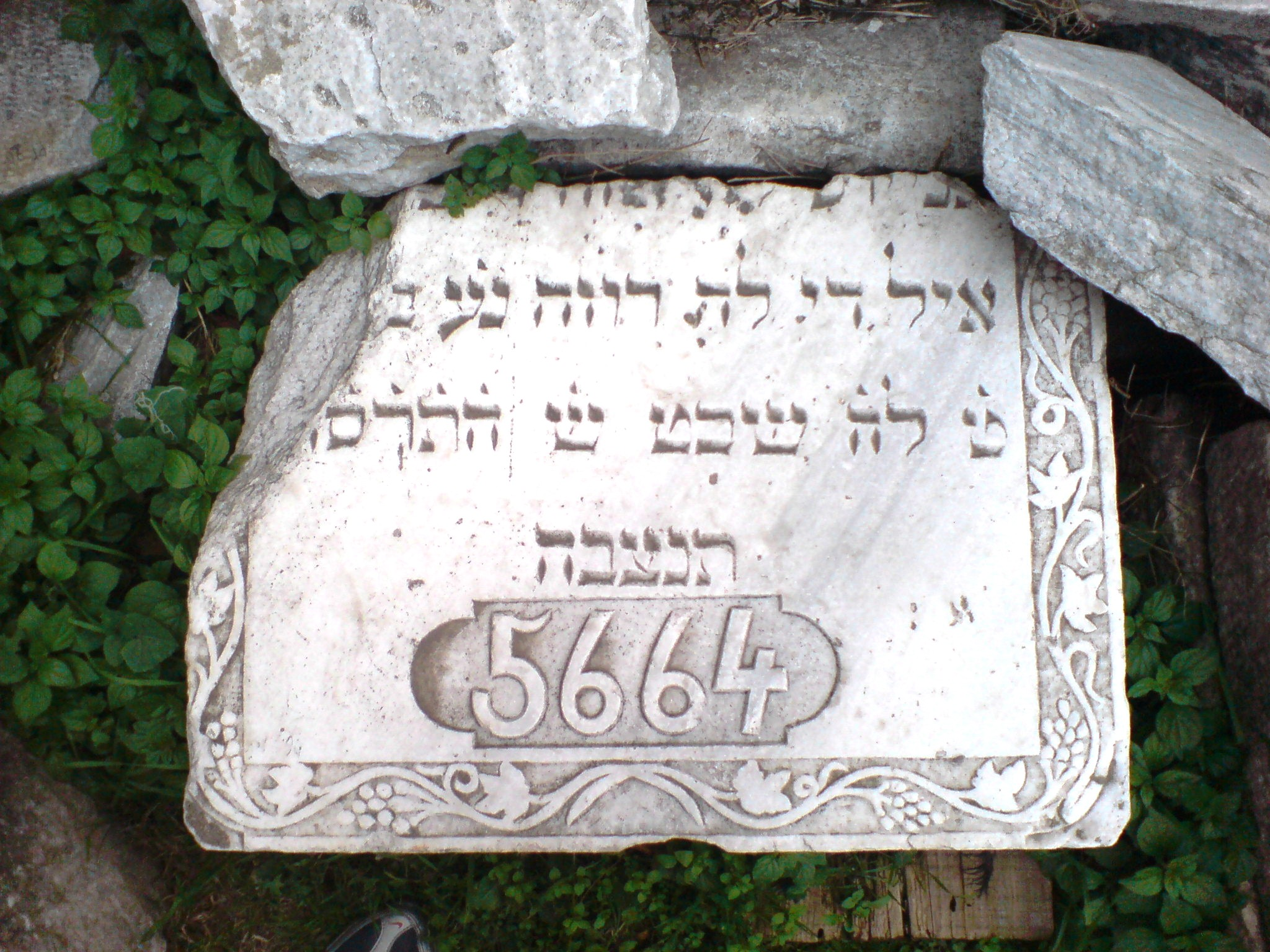

سنة العالم (باللاتينية: Anno Mundi) هو عصر التقويم الذي يبدأ من خلق العالم بحسب الكتاب المقدس.

## الحساب اليهودي
تحسب السنوات في التقويم العبري من سنة الخلق. يعود النظام المستخدم اليوم للقرن الثالث قبل الميلاد تقريبًا، وتعتمد على حسابات يوسي بن هلفتا في سدر عولم ربه في 160 ق م تقريبًا.
خلق العالم حسب حسابات يوسي في سنة 3761 ق م. لذا فالسنة العبرية التي تتزامن مع السنة الحالية هي 5785 في التقويم اليهودي.

## استخدامات أخرى
استعمل قدماء المؤرخين المسيحيين «سنة العالم» مع خلاف بينهم، فبحسب المؤرخ بيدا كان الخلق في 18 آذار 3952 ق م.، وبحسب جيروم ويوسابيوس القيصري سنة الخلق 5199 ق م.
يقابل يوم العالم في التقويم البيزنطي المستخدم في الكنائس الشرقية سنة العالم (باللاتينية: Etos Kosmou) (باليونانية: Έτος Κόσμου)‏، وفيها خلق العالم في 1 أيلول 5509 ق م.